# Tomasz Smiatacz
Tomasz Smiatacz (ur. w Gdańsku) – polski lekarz, dr hab. nauk medycznych, adiunkt i kierownik Kliniki Chorób Zakaźnych Wydziału Lekarskiego Gdańskiego Uniwersytetu Medycznego.

## Życiorys
W 1988 ukończył studia medyczne w Akademii Medycznej w Gdańsku, 16 stycznia 1997 obronił pracę doktorską Zakażenie HCV w populacji osób stosujących dożylne środki odurzające z terenu województwa gdańskiego, 27 listopada 2008 habilitował się na podstawie pracy zatytułowanej Analiza przydatności badania subpopulacji limfocytów krwi obwodowej i płynu mózgowo-rdzeniowego w diagnostyce chorób zakaźnych. Został zatrudniony na stanowisku adiunkta i kierownika w Klinice Chorób Zakaźnych na Wydziale Lekarskim Gdańskiego Uniwersytetu Medycznego.
Był prorektorem Gdańskiego Uniwersytetu Medycznego, oraz kierownikiem (p.o.) w Klinice Chorób Zakaźnych na Wydziale Lekarskim z Oddziałem Stomatologicznym Akademii Medycznej w Gdańsku.

## Życie prywatne
Ma żonę i troje dzieci.

## Odznaczenia i wyróżnienia
- Nagroda Primus InterPares[1]
- Medal Komisji Edukacji Narodowej[1]
- Złoty Krzyż Zasługi[1]
- Nagroda Rektora AMG[1]